# 가면쥐꼬리겨울잠쥐
가면쥐꼬리겨울잠쥐(Myomimus personatus)는 겨울잠쥐과에 속하는 설치류의 일종이다. 이란과 투르크메니스탄에서 발견된다.